# Mr. Blue Sky: The Very Best of Electric Light Orchestra
Mr. Blue Sky: The Very Best of Electric Light Orchestra es un álbum recopilatorio de la banda británica Electric Light Orchestra, publicado en octubre de 2012 por el sello discográfico Frontier Records.

## Trasfondo
Jeff Lynne, fundador y miembro de Electric Light Orchestra, comentó a la revista musical Rolling Stone que la idea de grabar Mr. Blue Sky surgió cuando escuchó las grabaciones originales del grupo y pensó que podía obtener un mejor resultado dada su larga carrera como productor musical. Lynne decidió regrabar varias canciones del grupo y comenzó con «Mr. Blue Sky». Comentó a la revista: «Disfruté mucho haciéndolo, y cuando volvi a escucharlas y compararlas con las antiguas, me gustaron aún más». Su representante sugirió a Lynne que grabase más versiones de canciones de la Electric Light Orchestra, cuyo primer resultado fueron nuevas grabaciones e «Evil Woman» y «Strange Magic». Dada la satisfacción personal de Lynne con los resultados, continuó produciendo un álbum entero de nuevas grabaciones.

## Publicación
A diferencia de otros recopilatorios del grupo, Mr. Blue Sky: The Very Best of Electric Light Orchestra contiene nuevas grabaciones de los grandes éxitos del grupo además de dos temas extra: una canción nueva, «Point of No Return», y una grabación en directo de «Twilight» grabada durante la gira de promoción de Zoom. El álbum debutó en el puesto ocho de la lista británica UK Albums Chart, y en el 118 de la lista estadounidense Billboard 200.

## Lista de canciones
Todas las pistas escritas, producidas e interpretadas por Jeff Lynne.[7]
1. "Mr. Blue Sky" – 3:44
2. "Evil Woman" – 4:30
3. "Strange Magic" – 3:53
4. "Don't Bring Me Down" – 4:01
5. "Turn to Stone" – 3:46
6. "Showdown" – 4:16
7. "Telephone Line" – 4:30
8. "Livin' Thing" – 3:42
9. "Do Ya" – 3:56
10. "Can't Get It Out of My Head" – 4:35
11. "10538 Overture" – 4:44
12. "Point of No Return" – 3:14
13. "Ma-Ma-Ma Belle" - 3:44
14. "Rockaria!" - 3:13

Bonus track (edición japonesa)
1. "Twilight" – 3:40 Live 2001

iTunes Store "Deluxe edition" bonus tracks.[8]
1. "Ma-Ma-Ma Belle" - 3:52
2. "Rockaria!" - 3:13
3. "Steppin Out" - 3:23
4. "Can't Get It Out of My Head" - 4:11 Live 2012

## Personal
- Jeff Lynne: guitarra, bajo, batería, teclados, vocoder, voz, coros y producción
- Marc Mann: arreglos de cuerda
- Laura Lynne: coros en «Evil Woman», «Strange Magic», «Showdown» y «Livin' Thing»
- Steve Jay: pandereta y shaker
- Ryan Ulyate: piano
- Howie Weinberg: ingeniero de sonido
- Dan Gerbarg: ingeniero de sonido